# Ryu's penna
Ryu's Penna（りゅうず ぺんな、朝鮮語: 류스펜나、1996年 4月16日 - ）は、韓国出身で日本を拠点に活動するYouTuber、モデル、ファッションクリエイター。本名はRyu Kyung-ah（류경아）。愛称は「りゅうちゃん」。
韓国のインチョンデザイン高校（ファッションデザイン科）を卒業後、建国大学に進学し衣装デザインを専攻。在学中よりファッションブロガーとして活動を始め、2016年からYouTubeを主な発信の場とする。
ネクタイをトップスにアレンジするスタイリング、ギャルファッション、コスプレなど、独創的でクリエイティブな企画が注目を集める。ファッション・ビューティー・ライフスタイルのほか、日本語学習や日本文化の紹介など、日韓のカルチャーを繋ぐ内容が特徴である。
2022年より日本・東京に居住し、日本語も習得。動画内でも流暢な日本語を披露している。2023年10月からは芸能事務所「Almost Japanese」に所属し、モデルやタレントとしての活動も行っている。
YouTubeチャンネル「RYU'S PENNA」は2025年時点で登録者数67万人、総再生回数2億5000万回以上を記録。ファッション分野で人気を博しており、韓国人女性インフルエンサーとして日本国内でも高い知名度を誇る。
活動の一環として、日本人男性とのカップルVlog「リュウタク」シリーズも展開。視聴者層には日本・韓国の20〜30代女性が多く、共感を得ている。
さまざまなブランドとのコラボレーションも手がけ、Dr. Martens、Calvin Klein、Supreme、CASETiFYなどとのタイアップ実績がある。2023年にはソウルファッションウィークに招待されるなど、ファッション分野での評価も高い。

## 出演
2020年:
- Dr. Martens 1460
- Calvin Klein 20FWショートパディング

2021年:
- Seoul Store スカルプターフード
- Supreme キャンディ
- Calvin Klein x Heron Preston コラボレーション
- MCM x SAMBYPEN コラボレーション
- Nuovo ロープサンダル
- VITA キャットストッキング
- 青春マル「青春の光」公演

2022年:
- Balmain x Chivas Chivas XV
- Tinder アプリ

2023年:
- Hysteric Glamour デニムパンツ

2023〜2024年:
- CASETiFY 「呪術廻戦 x CASETiFY」コラボレーションフォンケース

## 受賞歴
- 2022年：ビリーバリークリエイターズアワード ファッションエンターテインメント賞